# 15970 Robertbrownlee
15970 Robertbrownlee è un asteroide della fascia principale. Scoperto nel 1998, presenta un'orbita caratterizzata da un semiasse maggiore pari a 2,1593389 UA e da un'eccentricità di 0,1823883, inclinata di 5,05981° rispetto all'eclittica.